# 拉朗德德波姆罗勒
拉朗德德波姆罗勒（法語：Lalande-de-Pomerol，法語發音：[lalɑ̃d də pɔmʁɔl]，意为“波姆罗勒的拉朗德”）是法国吉伦特省的一个市镇，属于利布尔讷区。

## 地理
拉朗德德波姆罗勒（44°57'20"N, 0°12'33"W）面积8.25 平方千米，位于法国新阿基坦大区吉倫特省，该省份为法国西南部沿海省份，是法國本土面积最大的省，北起滨海夏朗德省，西临大西洋，南至朗德省，东南接洛特-加龍省，东临多爾多涅省。
与拉朗德德波姆罗勒接壤的市镇（或旧市镇、城区）包括：莱比约、利布爾訥、蒙塔涅、内阿克、波姆罗勒、圣但尼德皮勒。

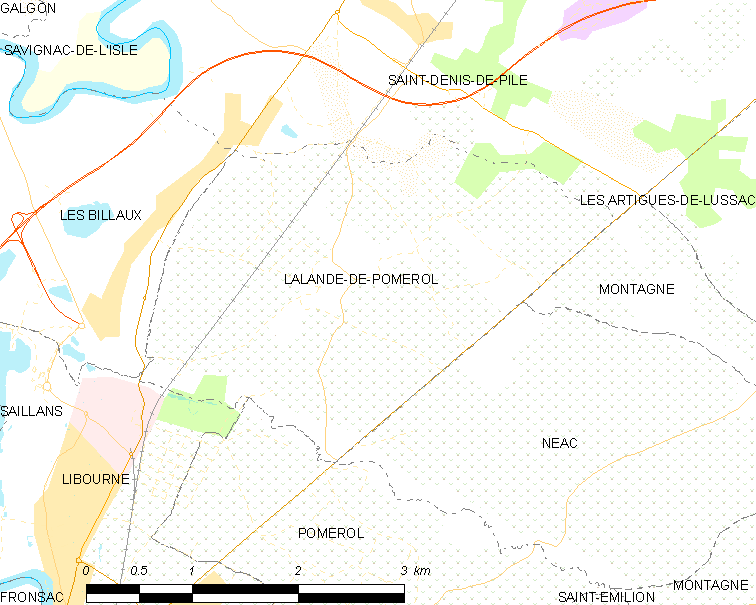
拉朗德德波姆罗勒的OSM定位图

拉朗德德波姆罗勒的时区为UTC+01:00、UTC+02:00（夏令时）。

## 行政
拉朗德德波姆罗勒的邮政编码为33500，INSEE市镇编码为33222。

## 政治
拉朗德德波姆罗勒所属的省级选区为勒利布尔奈-弗龙萨代县。

## 人口

1962-2008年间拉朗德德波姆罗勒人口变化图示

拉朗德德波姆罗勒于2022年1月1日时的人口数量为631人。